# Bardibas
Bardibas (Nepali बर्दिबास) ist eine Stadt (Munizipalität) im östlichen Terai Nepals im Distrikt Mahottari.
Bardibas erhielt Ende 2014 die Stadtrechte. Zu diesem Anlass wurden die benachbarten Village Development Committees (VDCs) Gaurivas, Kisan Nagar und Maisthan eingemeindet. Die Fläche beträgt 175,3 km².

## Einwohner
Bei der Volkszählung 2011 hatten die VDCs, aus welchen die Stadt Bardibas entstand, 37.048 Einwohner (davon 17.961 männlich) in 7869 Haushalten.
Somit lag zu diesem Zeitpunkt die Bevölkerungsdichte bei 211 Einwohnern pro Quadratkilometer.